# Quách Ngọc Ngoan
Quách Ngọc Ngoan (sinh năm 1986) là một nam diễn viên và người mẫu người Việt Nam.

## Tiểu sử và sự nghiệp
Quách Ngọc Ngoan sinh ra trong một gia đình nông dân ở Đầm Dơi, Cà Mau. Ba mẹ anh làm nghề trồng lúa, rồi sau đó là nuôi tôm theo sự chuyển đổi cơ cấu canh tác. Học xong trung học phổ thông, Quách Ngọc Ngoan lên Thành phố Hồ Chí Minh học tiếp. Là người được đào tạo chính quy về diễn xuất (học Khoa Diễn viên của Trường Cao đẳng Sân khấu Điện ảnh Thành phố Hồ Chí Minh) lại có ngoại hình đẹp (cao 1,85m, từng đoạt giải bạc tại cuộc thi Siêu mẫu Việt Nam 2008), Quách Ngọc Ngoan được một số đạo diễn điện ảnh chú ý và mời tham gia các bộ phim như Long thành cầm giả ca và Khát vọng Thăng Long.
Ngoài ra, Quách Ngọc Ngoan cũng từng được mời diễn vai chính trong phim truyền hình nhiều tập Cô nàng tóc rối, nhưng anh quyết định không tham gia để có điều kiện tham gia phim truyện Long thành cầm giả ca. Năm 2011, Quách Ngọc Ngoan cùng ca sĩ Ngọc Anh tham gia chương trình "Cặp đôi hoàn hảo".

## Phim đã tham gia

### Truyền hình
| Năm  | Tựa phim                      | Vai diễn              | Đạo diễn           | Kênh        | Nguồn       |
| ---- | ----------------------------- | --------------------- | ------------------ | ----------- | ----------- |
| 2008 | Chuyện tình công ty quảng cáo | Khánh                 | Lê Hùng Phương     | HTV9        |             |
| 2008 | Cuộc chiến hoa hồng           | Quốc Khánh            | Đinh Đức Liêm      | HTV9        |             |
| 2009 | Kính thưa osin                | Duy Tân               | Trần Cảnh Đôn      | HTV2        |             |
| 2009 | Nghe trà                      |                       | Nguyễn Danh Dũng   | HTV9        |             |
| 2011 | Trốn tết                      | Tú                    | Phi Tiến Sơn       | SCTV14      |             |
| 2011 | Người đẹp online              | Đan Huy               | Hồng Ngân          | TodayTV     |             |
| 2011 | Hoàng tử ăn mày               | Phi Đằng              | Trần Cảnh Đôn      | HTV7        | [ 6 ] [ 7 ] |
| 2012 | Khi người quay lưng           | Đạm                   | Nguyễn Anh Tuấn    | THVL1       | [ 8 ]       |
| 2013 | Ngọc bích tình yêu            | Bảo Long              | Nguyễn Phương Điền | THVL1       | [ 9 ]       |
| 2014 | Vòng tròn 12 số               | Thép                  | Nhật Trung         | VTV9        | [ 10 ]      |
| 2014 | Vàng trắng                    | Khánh                 | Nguyễn Duy Linh    | HTV7        | [ 11 ]      |
| 2014 | Săn vàng                      | Hoàng Sính            | Bùi Cường          | SCTV14      |             |
| 2015 | Đò dọc                        | Long                  | Lê Hùng Phương     | HTV9        |             |
| 2020 | Vực thẳm chiều trôi           | Phong / Tú            | Hoàng Mập          | TodayTV     | [ 12 ]      |
| 2022 | Hoàng hạc lâu                 | Hiếu Hoàng / Hiếu Hạc | Hoàng Mập - Cư Huế | QPVN        |             |
| 2024 | Hùng Long Phong Bá 3          | Dìn                   | Toni Dương Bảo Anh | Galaxy Play |             |

### Điện ảnh
| Năm  | Tựa phim               | Vai diễn        | Đạo diễn         | Nguồn  |
| ---- | ---------------------- | --------------- | ---------------- | ------ |
| 2010 | Long thành cầm giả ca  | Tố Như          | Đào Bá Sơn       | [ 13 ] |
| 2010 | Khát vọng Thăng Long   | Lý Công Uẩn     | Lưu Trọng Ninh   |        |
| 2012 | Cát nóng               | Nam             | Lê Hoàng         |        |
| 2013 | Hiệp sĩ guốc vông      |                 | Nguyễn Chánh Tín | [ 14 ] |
| 2014 | Bước khẽ đến hạnh phúc | Quân            | Lưu Trọng Ninh   | [ 15 ] |
| 2014 | Hiệp sĩ mù             | Hoàng           | Lưu Huỳnh        | [ 16 ] |
| 2014 | Tỷ phú chăn vịt        |                 | Quốc Nam         | [ 17 ] |
| 2015 | Mỹ nhân                | Nguyễn Phúc Tần | Đinh Thái Thụy   | [ 18 ] |
| 2017 | Lôi Báo                | Lực             | Victor Vũ        | [ 19 ] |
| 2018 | Người bất tử           | Hùng            | Victor Vũ        |        |

## Giải thưởng và đề cử
| Năm  | Giải thưởng                        | Hạng mục                                          | Tác phẩm                                    | Kết quả   | Nguồn  |
| ---- | ---------------------------------- | ------------------------------------------------- | ------------------------------------------- | --------- | ------ |
| 2010 | Giải Cánh diều lần thứ 9           | Nam diễn viên chính xuất sắc phim truyện điện ảnh | Long thành cầm giả ca, Khát vọng Thăng Long | Đề cử     | [ 20 ] |
| 2011 | Liên hoan phim Việt Nam lần thứ 17 | Nam diễn viên chính xuất sắc nhất                 | Long thành cầm giả ca                       | Đoạt giải | [ 21 ] |
| 2012 | HTV Awards                         | Nam diễn viên chính được yêu thích nhất           | Hoàng tử ăn mày                             | Đề cử     | [ 22 ] |
| 2014 | Giải Mai Vàng                      | Nam diễn viên điện ảnh                            | Hiệp sĩ mù                                  | Đoạt giải | [ 23 ] |
| 2019 | Liên hoan phim Việt Nam lần thứ 21 | Nam diễn viên chính xuất sắc nhất                 | Người bất tử                                | Đề cử     | [ 24 ] |